# 中四国ライブネット
中四国ライブネット（ちゅうしこくライブネット）は、中国・四国地方のAMラジオ局8局によるブロックネットラジオ番組。2005年10月8日放送開始。放送時間は毎週日曜 18:00 - 20:00。

## 概要
中国・四国地方のAMラジオ局8局が週替わりで地域にちなんだテーマに沿って番組を制作。各回のサブタイトルは「○○発」で統一され○○には原則としてエリアの県名が入る。これを全局にネットする形で生放送する。各局の単独制作番組をネットする形でリクエスト・メッセージの送り先も各制作局宛となっており、出演者も不定である。制作スケジュールについては、各局の編成の関係で持ち回りのローテーションは一定ではなく、必ずしも各局が8週おきに制作を行っているわけではない。年末年始編成にあたる12月末 - 1月初旬が土日に該当する場合は休止になる。また、改編時期直前に当たる3月末か4月初旬の1週、9月末か10月初旬の1週も各局で特別編成が組まれる関係で休止となるケースが多い。
当初は10月から翌年3月まで放送、4月から9月まで休止のナイターオフシーズンの番組として始まったが、2010年からは通年放送されている。これは、2009年度をもって、JRNナイターの週末の定時放送が廃止になり、制作参加局全てで年度前期の日曜ナイターの定時放送自体を廃止したことによるものである。また、2015年度まではナイターシーズンは日曜日に放送、オフシーズンは開始当時からの枠である土曜日に放送と半年毎に放送曜日が土日の間で変動する編成となっていたが、2016年度からは通年で日曜日放送に統一されている。

## 放送時間の推移
| 放送期間            | 4月 - 9月              | 10月 - 3月             | 備考                         |
| ------------------- | ---------------------- | ---------------------- | ---------------------------- |
| 2005年度 - 2009年度 | 放送なし               | 毎週土曜 18:00 - 20:00 | ナイターオフシーズン限定番組 |
| 2010年度 - 2015年度 | 毎週日曜 18:00 - 20:00 | 毎週土曜 18:00 - 20:00 | 通年放送へ移行               |
| 2016年度 - 現在     | 毎週日曜 18:00 - 20:00 | 毎週日曜 18:00 - 20:00 |                              |

## ネット局
特別編成時や年末年始は休止となる。
| 放送対象地域   | 放送局             | 備考 |
| -------------- | ------------------ | --- |
| 広島県         | 中国放送（RCC）    | 幹事局 ナイターシーズンには休止・裏送りになる場合がある（後述）。                                                                         |
| 山口県         | 山口放送（KRY）    | |
| 鳥取県・島根県 | 山陰放送（BSS）    | |
| 岡山県         | RSK山陽放送（RSK） | ファジアーノ岡山のホームスタジアムでの試合の時間と被った場合は サッカー中継を優先して放送するため、当番組を休止・裏送りになる場合がある。 |
| 香川県         | 西日本放送（RNC）  | |
| 愛媛県         | 南海放送（RNB）    | |
| 高知県         | 高知放送（RKC）    | |
| 徳島県         | 四国放送（JRT）    | 徳島インディゴソックスの試合中継が行われる場合は 野球中継を優先して放送するため、当番組を休止・裏送りになる場合がある。                   |

## 補足
- 中国放送は広島東洋カープ（以下「カープ」）の試合中継（RCCカープナイター）を優先して放送する編成方針に伴い、ナイター中継時は放送休止になり、デーゲーム延長時も飛び乗りが生じることがある。また、ナイターが雨天中止となった場合も、2013年まで該当週が自社制作となった週を除いては本番組ではなく雨傘番組[6]に差し替えていた。2014年からは自社制作時以外でも本番組を雨傘番組として編成することになった。2020年は本番組がナイター中継に重なる日がRCC制作の場合、別途広島県域向けに『ショコラジ』を放送している13・14時台に同じ内容の特番を放送し、カバーするケースもある[7]。
- 山口放送は2023年度時点で土曜日のナイター中継枠（KRYエキサイトナイター）を確保しているものの、日曜日は2009年度限りで廃止された。日本シリーズ開催時は2022年度まで当番組を休止していたが、2023年度からは中継を実施しないため通常放送となっている。
- 各局とも、編成上の都合で独自に放送休止や飛び乗り・飛び降りを行うことがある。自局制作回と重なった場合は他局向けに裏送りで対応している。
- 地元にJリーグのクラブがある地域ではJリーグの中継に差し替えられる場合もある。
- 2005年度は、山口放送は第3土曜のみ『小泉総理 ラジオで語る』放送のため、18:10から飛び乗りで放送していた。飛び乗りの際には「ここで、中四国ライブネットを、番組の途中からですが、お楽しみください。」と言うコメントが流れていた。
- 2006年1月28日に愛媛発で放送された回は19時から放送文化大賞受賞作品「～松山ロシア人捕虜収容所外伝～ ソローキンの見た桜」を放送したため、全局19時までの短縮バージョンだった。
- 2006年12月9日に放送された回は製作局の山口放送のみ九州・山口ブロックネットの特番のため19時で飛び降り、残り1時間は裏送りとなった。
- 2006年2月18日（中国放送制作）は放送エリア外である宮崎県日南市の広島東洋カープの春季キャンプ宿舎内に設けた特設スタジオから放送、サブタイトルも「日南発 中四国1176万人総赤ヘル化計画!」[8]として放送された。
  - 2008年2月9日、2009年2月21日、2010年3月13日（いずれも南海放送制作）は坂の上の雲ミュージアム（松山市）から公開生放送だった。
  - 2009年10月17日、2012年11月10日、2013年12月7日、2014年11月29日、2015年11月28日（いずれも中国放送制作）はみろくの里（福山市）から公開生放送だった。
  - 2013年9月29日（南海放送制作）は蒲鉾板アート専門の美術館「ギャラリーしろかわ」（西予市城川町）から同局開局60周年記念特番として公開生放送を実施。
- 2022年4月3日はライブネットそのものは休止されるが、RCCとRNBの2局ネットで『ラジオじじい放談』を放送する。これはRCC開局70周年記念特番の一環であり、かつ長らくラジオでも活動を続ける柏村武昭が広島から、田中和彦が愛媛からそれぞれ出演する。
- 2022年8月7日「山口発　星空を楽しもう！」（山口放送制作分）は、四国放送では高校野球中継を朝日放送ラジオからネット受けした[9]ため放送休止。
- 2022年8月21日放送分の「徳島発　全国で1000台突破！移動スーパーとくし丸」（四国放送制作分）は2023年日本民間放送連盟賞のラジオグランプリを受賞したため、2023年12月から翌年1月にかけて、当番組の放送区域（中四国）外も含めた全国の民放AMラジオ局と短波放送のラジオNIKKEI第1にて1時間の再編集版が順次放送された。